# Карано
Карано (итал. Carano) — коммуна в Италии, располагается в провинции Тренто области Трентино-Альто-Адидже.
Население составляет 999 человек (2008 г.), плотность населения составляет 76 чел./км². Занимает площадь 13 км². Почтовый индекс — 38033. Телефонный код — 0462.
Покровителем коммуны почитается святитель Николай Мирликийский, чудотворец, празднование 6 декабря.

## Демография
Динамика населения:

## Администрация коммуны
- Официальный сайт: